# 尚州市

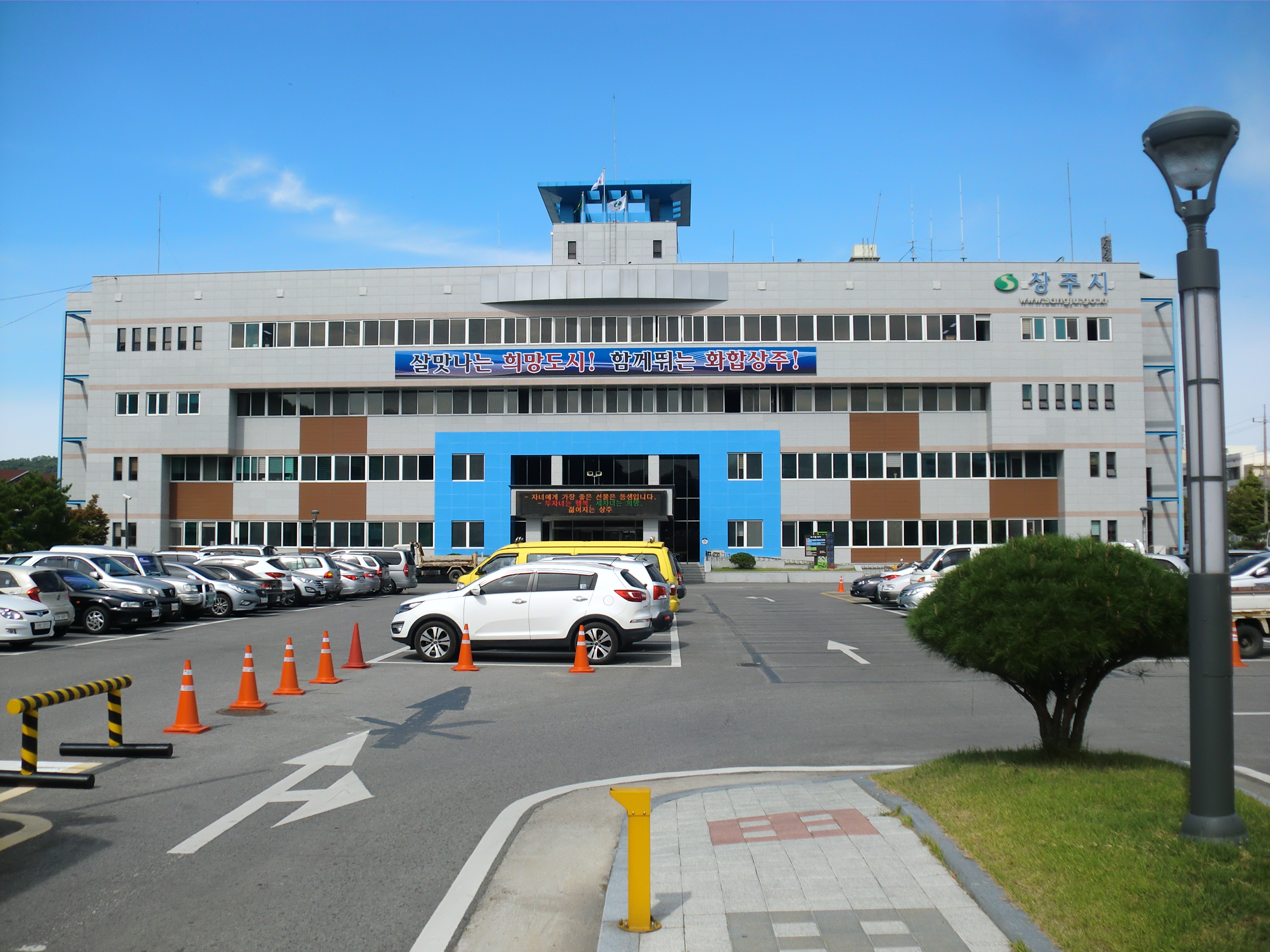
尚州市庁

尚州市 （サンジュし、しょうしゅうし）は、大韓民国慶尚北道西部内陸地帯に位置する市である。統一新羅時代には全国九州のひとつであり、李氏朝鮮中期までは慶尚道（嶺南）の政治的中心地であった。慶尚は慶州と尚州を意味する。1592年の日本軍侵入（文禄の役）以後その地位を失った。市の都市ブランドは「Just Sangju」で、JUSTはJustice Unlimited Success Togetherの略である。
2020年時点で人口は10万人を割って減少傾向にあり、地域人口の高齢化率が30%超に達している。

## 地勢
西は忠清北道の諸郡に接し、東は慶尚北道亀尾市と義城郡、北は聞慶市、南は金泉市である。忠清北道との境には、小白山脈に属する俗離山（ソンニサン）があり国立公園に指定されている。

## 歴史
古代の沙伐国である。
- 249年 - 沙伐国が新羅の領土に編入。
- 525年 - 沙伐州設置。
- 552年 - 尚州亭に軍団設置。
- 648年 - 金庾信は尚州行軍総管、百済征伐の前線基地。
- 757年 - 尚州に改称。
- 1018年 - 尚州牧使が全国8牧の一つとなる。
- 1407年 - 慶尚道分割。尚州牧使、慶尚右道監司兼任。
- 1592年 - 日本軍が尚州入城。尚州の戦い[3]。

### 尚州市
- 1986年1月1日 - 尚州郡尚州邑および内西面・外西面のそれぞれ一部をもって尚州市を設置。[4]
- 1995年1月1日 - 尚州市・尚州郡が合併し、改めて尚州市が発足。[5]（1邑17面7洞）
- 1998年10月12日 - 中央洞が東門洞に編入。（1邑17面6洞）
- 2020年1月1日 - 沙伐面が沙伐国面に改称。（1邑17面6洞）

### 尚州郡
- 1914年4月1日 - 郡面併合により、尚州郡の大部分（功城面の一部を除く）・咸昌郡を尚州郡として編成。尚州郡に以下の面が成立。[6][7]（18面）
  - 尚州面・沙伐面・洛東面・青里面・功城面・中東面・外南面・内西面・外西面・銀尺面・化東面・化西面・化北面・牟東面・牟西面・恭倹面・咸昌面・利安面

| 旧行政区画 | 旧行政区画 | 新行政区画                                                                                             | 新行政区画 |
| --- | ---------- | --- | ---------- |
| 尚州郡内北面죽전리/초산리 일부、발산리/연산리/쌍암리/기산리/기주리/초산리 일부、냉정리/임하리、북계리/신계리/소산리、남성내리/남문외리/상남문리/낙중리 일부/(내서면)창내리、동천리/수곡리/낙상리 일부、낙중리 일부/어덕리/덕신리、화전리/협산리 | 尚州面     | 죽전리、초산리、냉림리、계산리、南町里、낙상리、중덕리、화산리                                         |            |
| 尚州郡内南面낙양리/천소리/남산리、대개리/소개리/대방리/대제리/신기리、오대리/신풍리、신안리/봉대리/봉두리/봉원리/교촌、지천리/와목리/오덕산리、흥각리、오갈리/도장리/이목리/창동/(청동면)가리 일부、거물리/곡목리/장동、도중리/서당리/화계리、인통리/월평리/도상리/오암리 | 尚州面     | 낙양리、개운리、오대리、양산리、신봉리、지천리、흥각리、가장리、거동리、서곡리、인평리                 |            |
| 尚州郡内東面병성리、도남리、복룡리/율소리/외답리 일부、하서문리/상서문리、서성내리/북문외리、외답리 일부、성상리/무봉리/인목리、내답리/병정리、화개리、성동리、성하리 | 尚州面     | 병성리、도남리、복용리、서문외리、西町洞、외답리、인봉리、헌신리、화개리、성동리、성하리               |            |
| 尚州郡内西面내여리/외여리/자산리、무동/봉양리/토성리、부상리、율선리/북상리/구리/둔덕리/고곡리、낙서리、유정리/내동/노산리/(외남면)이동、농촌/묵동/퇴동、북하리/추동/사자리/사기리/덕기리/무기리/영귀리、가성리/유동/남신리/남장리、구만리/장서리 일부、약수리/동곡리/서곡리/율원리 일부、미곡리/관기리/진동/숙도상리/숙도하리/신촌/용암리、갈방리/개현리/평지리/동산리/신양리/복호리、신상리/신하리/구서리/안양리/오대리/연정리                                           | 尚州面     | 만산리、무양리、부원리                                                                                 |            |
| 尚州郡内西面내여리/외여리/자산리、무동/봉양리/토성리、부상리、율선리/북상리/구리/둔덕리/고곡리、낙서리、유정리/내동/노산리/(외남면)이동、농촌/묵동/퇴동、북하리/추동/사자리/사기리/덕기리/무기리/영귀리、가성리/유동/남신리/남장리、구만리/장서리 일부、약수리/동곡리/서곡리/율원리 일부、미곡리/관기리/진동/숙도상리/숙도하리/신촌/용암리、갈방리/개현리/평지리/동산리/신양리/복호리、신상리/신하리/구서리/안양리/오대리/연정리                                           | 内西面     | 고곡리、낙서리、노류리、능암리、북장리、남장리、서만리、서원리、신촌리、평지리、연원리                 |            |
| 尚州郡外西面나하리/나상리/오가리、개곡리/덕산리、남상리/남하리、중산리/농산리/관동/마평리、곡상리/곡중리/곡하리/가산리 일부、임천리/이촌 일부/(함창군 수상면)상흘리 일부、대상리/대하리/신점리/중당리/갈동、고지리/연봉리/막곡리/(함창군 남면)양정리 일부/화동 일부、예의동/대중리、栢上里/栢中里/신기리/신안리、행신리/白上里/白中里/백하리/(내서면)지목리/봉산리、상우산리/하우산리/관신리/(내서면)장서리 일부、이상리/이중리/행기리/행현리                              | 外西面     | 가곡리、개곡리、남적리、관동리、관현리、이촌리、대전리、연봉리、예의리、백전리、봉강리、우산리、이천리 |            |
| 尚州郡外南面구서리/고곡리/안령리、소상리/소중리/소하리/각회리、소은리/지정리/조정리/금당리/도계리/상두서리/하두중리/문산리、송지동/지내리/죽문리/송호리、신상리/수자동/상산천리/죽전리/신하리/목암리、신촌/미리/서당리/지산리/내동/지당리、지사리/상병리/하병리/구정리、흔평리/수동리/지곡리/정평리/용산리/천곡리/수안리/부곡리/축산리/갈방리/수서리 | 外南面     | 구서리、소상리、소은리、송지리、신상리、신촌리、지사리、흔평리                                         |            |
| 尚州郡中北面묵상리 일부、묵하리、엄정리/풍암리、금곡리/흔곡리、달천리/화룡리、덕양리/덕음리/삼봉리 | 沙伐面     | 묵상리、묵하리、엄암리、금흔리、화달리、삼덕리                                                         |            |
| 尚州郡外北面백담리/덕평리/신덕리/(내북면)낙상리 일부、황룡리/지촌、두릉리、목과리/추가리/송원리、덕상리/가막리、협촌/매중리 일부、매하리/매호리/매중리 일부、퇴상리/퇴중리/퇴하리 일부 | 沙伐面     | 덕담리、용담리、두릉리、목가리、덕가리、매협리、매호리、퇴강리                                         |            |
| 尚州郡大坪面사리/백원리/신흥리 | 沙伐面     | 원흥리                                                                                                 |            |
| 尚州郡中東面간상리/간하리/중방리/당촌、금당리/월상리/월하리、신암리/면진리/월방리、오상리/오하리/대비리/구중리 일부、우물리/가사리/정곡리/사동、구상리/죽암리/소비리/구중리 일부、회상리/회하리/갈전리/응동 | 中東面     | 간상리、금당리、신암리、오상리、우물리、죽암리、회상리                                                 |            |
| 尚州郡外東面구잠리/구도리/불현리、진두리/원지리/절항리、물량리/포양리、분황리/구촌、성동리、신상리/신하리/구주리、장곡리/덕촌/대산리/송계리 | 洛東面     | 구잠리、낙동리、물량리、분황리、성동리、신상리、장곡리                                                 |            |
| 尚州郡長川面행동/신곡리/흥곡리/천상리/신암리/소하리/내하리/신기리/관곡리/내중리/내동/신하리、평오리/용중리/용하리/반포리、문현리/문산리/법곡리/매곡리/구암리/암상리/관상리/관하리/유천리/유포리/우산리、수상리/수중리/수하리、비래리/용상리/안기리、신상리/신중리/신하리/제동/요포리/통서리/옥곡리/송천리/승상리/승중리/승하리、신평리/돌애리/운가리/금천리、화원리/소중리/송암리/화림리/반계리/대사리/연촌/한평리/화전리/화암리/삼갈리/화실리/송계리/화계리/불당리/화신리 | 洛東面     | 내곡리、용포리、유곡리、수정리、비룡리、상촌리、신오리、승곡리、운평리、화산리                         |            |
| 尚州郡青東面삼괴정리/가라리/석단리/대지리/(외남면)상두동리/하두서리、상율리/하율리/송령리/벽암리/석평리/장홍리、반포리/기령리/임호리/양곡리/수중리、월로리/금동/매학리/신원리/장승리、용연리/중평리/하평리/두곡리/덕촌/은곡리/염곡리、상현리/낙평리/원곡리/대현리/원포리/대은리/송촌/하현리/한곡리/청호리/신청리、도산리/백옥리/구만리/가정리/가리 일부 | 青里面     | 삼괴리、율리、원장리、월로리、청상리、청하리、학하리                                                   |            |
| 尚州郡青南面가천리/유서리/부담리/사계리、마공리/마신리/봉계리、덕산리/신전리、수상리、하초리、용상리/신서리/임하리/사동、탑동/화림리/석수동、상초리/도촌/오촌/고지리 일부、효곡리/무수동/(외남면)왕상리/왕하리/왕서리/왕신리 | 青里面     | 가천리、마공리、덕산리、수상리、하초리                                                                 |            |
| 尚州郡青南面가천리/유서리/부담리/사계리、마공리/마신리/봉계리、덕산리/신전리、수상리、하초리、용상리/신서리/임하리/사동、탑동/화림리/석수동、상초리/도촌/오촌/고지리 일부、효곡리/무수동/(외남면)왕상리/왕하리/왕서리/왕신리 | 功城面     | 용신리、인창리、초오리、효곡리                                                                         |            |
| 尚州郡功東面방교리/창리/화현리/거야리、영수리/웅곡리/오동、구룡동/신안리/다부동、무곡리、안산리/보현리、학산리/옥산리/주산리/상신시리/하신시리/회동、화봉리/수성동/상이음리/중이음리/하이음리、평천리 | 功城面     | 거창리、영오리、용안리、무곡리、산현리、옥산리、이화리、평천리                                         |            |
| 尚州郡功西面간하리 일부、금계리/양곡리/중평리/장산리/상현리/하현리/(청남면)고지리 일부、도하리/도상리/도능리、상송리/하송리/동상리/(청남면)회룡리/고지리 일부、신곡리、광동/오감리/덕곡리、장평리/이산리/도정리 | 功城面     | 간하리、금계리、도곡리、봉산리、신곡리、오광리、장동리                                                 |            |
| 尚州郡牟東面송정리/무릉리/서당리/죽전리/이천리、원산리/송산리/덕곡리/안평리、창리/용호리/장수리/신안리/사천리、상이리/하이리/쌍암리/구암리/호계리、반계리/판점리/신계리/산곡리/하판리/산하리/신곡리、상판리/송계리/증산리/(청남면)신안리/(공서면)신기리/우하리 일부、옥동/일실리/신덕리/오도리/동산리、신천리/금암리/대안리, 신흥리/도효리/지장리/화양리、정양리/화장리/화림리/감현천리                                                                                    | 牟東面     | 금천리、덕곡리、용호리、이동리、반계리、상판리、수봉리、신천리、신흥리、정양리                         |            |
| 尚州郡牟西面원당리/가막리/서암리/돌산리 일부、노산리/대포리、운산리/가산리/금잔리/도안리、득수리/통곡리/유방리/의동、백학리/지동/목과리/저암리、삼포리/사제리、내동/갈천리/도천리/덕암리/봉양리/돌산리 일부、소정리/학소리/대우리/선유동、옹점리/정산리/작도리/성현리、건지리/지산리/백은리/율평리/신금리/화림리、호음리/점남리/대관리/노다리、율계리/신천리/장효리/화현리/나화리/대전리                                                                                   | 牟西面     | 가막리、대포리、도안리、유방리、백학리、삼포리、석산리、소정리、정산리、지산리、호음리、화현리         |            |
| 尚州郡化東面봉정리/용암리/반곡리/내반리/은소리、종곡리/효곡리/연봉리/송학리/보미리/송암리、봉암리/신기리/갈평리/신포리/선교리/백자리、옥하리/유계리/유리/수분리/신촌、자하리/덕신리/양지리/설품리、호계리/상기리/어산리/수방리、어방리/이소리/관제리/예전리、마륜리/대전리/반곡리、복수리/평산리/회동 | 化東面     | 반곡리、보미리、선교리、신촌리、양지리、어산리、이소리、판곡리、평산리                                 |            |
| 尚州郡化北面용유리/화산리、회룡리/산직리/의상리/장담리/입석리/상돌리 일부、상오리/하오리/장각리/서령리、용흥리/신곡리/신촌/화평리/운흥리、하돌리/장암리/상돌리 일부、중벌리/신흥리/율현리、동관음리/갈동/동비령리/평온리 일부/(화서면)송천리 일부、상봉리/소곡리/맹곡리、하임리/상임리、중눌리/상눌리/송정리、휴암리/평온리 일부/(화서면)도계리 | 化北面     | 용유리、입석리、상오리、운흥리、장암리、중벌리、동관리、소곡리、임곡리、중눌리、평온리                 |            |
| 尚州郡化西面 산수리/서원리/금천리 일부、봉천리/봉성리/신경리/금성리/달성리/임정리, 수부리/율현리/장림리 일부/(화북면)유산리、원통리/전리/교촌/봉강리/장림리 일부, 사곡리/용강리/우산리/황산리/마암리、계곡리/명통리/동점리/금곡리/상달리/(내서면)율원리 일부、상봉리/상촌/복룡리/기동/금천리 일부、상현리/하현리/중양리/봉전리/무동、이동/율의리/봉정리/신봉리/당전리、지산리/외항리、산성리/하달리/중달리/성천리 일부                                                     | 化西面     | 금산리、달천리、율림리、봉촌리、사산리、상곡리、상용리、상현리、신봉리、지산리、하송리                 |            |
| 尚州郡銀尺面미산리/덕산리/남곡리、원당리/동막리/포양리/두곡리、세곡리/신당리/상리/무릉리/하신리 일부/(함창군 상서면)신리 일부/아천리 일부、와동/문암리、봉상리/죽림리、봉중리、가정리/용동/창리/우기리、수예리/어운리/장암리/관기리/(함창군 상서면)구미리 일부 | 銀尺面     | 남곡리、두곡리、무릉리、문암리、봉상리、봉중리、우기리、장암리                                         |            |
- 1931年4月1日 - 尚州面が尚州邑に昇格。[8]（1邑17面）
- 1950年2月10日 - 化北面に南部出張所を設置。
- 1973年7月1日 - 利安面猪音里が新設の聞慶郡加恩邑に編入。（1邑17面）
- 1980年12月1日 - 咸昌面が咸昌邑に昇格。[9]（2邑16面）
- 1986年1月1日 - 尚州邑および内西面・外西面のそれぞれ一部を尚州市として分離。[4]（1邑16面）
- 1989年
  - 1月1日 - 咸昌邑允直里の一部（允直2里）が店村市に編入。
  - 4月1日 - 化北面南部出張所が化南面に昇格。
- 1995年1月1日 - 尚州郡が尚州市と合併し、改めて尚州市が発足。尚州郡は廃止。[5]

## 行政

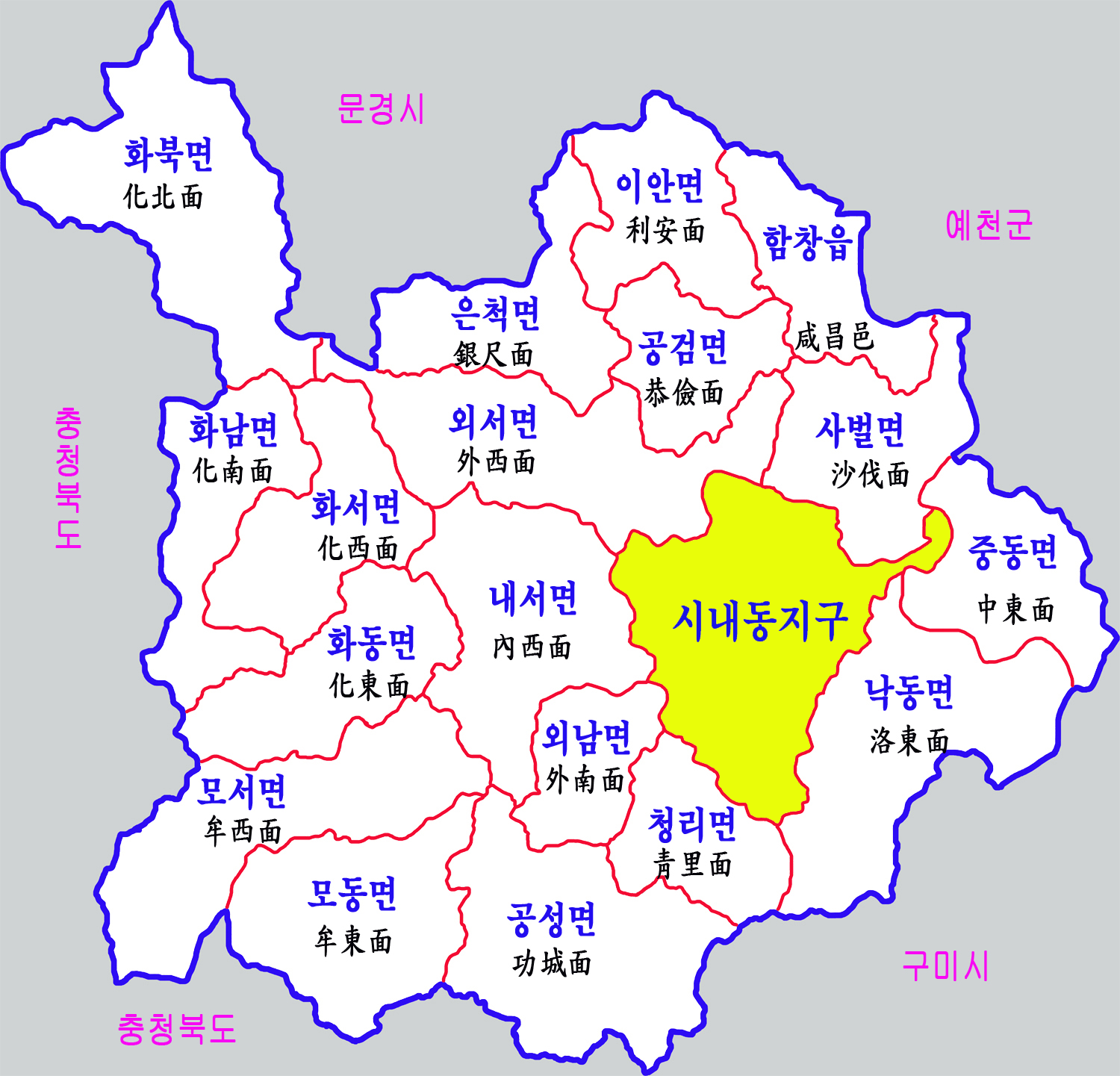
行政区域図

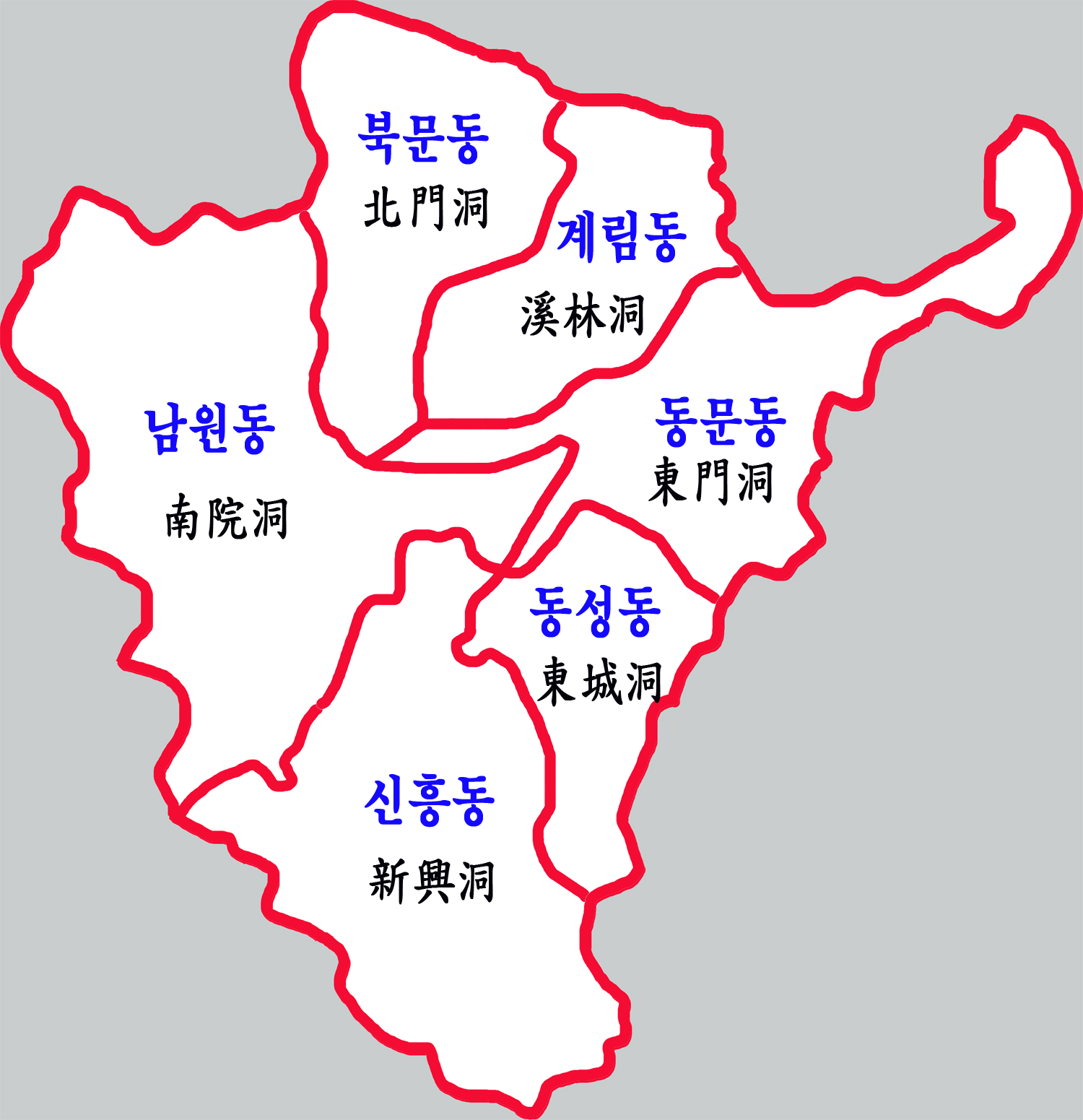
中心市街地の行政区域図

### 市長
2020年4月から姜永錫（カン・ヨンソク）が市長を務めている。

### 行政区域
| 行政洞・邑・面 | 法定洞・法定里 |
| -------------- | --- |
| 南院洞         | 南城洞、洛陽洞、開雲洞、蓮院洞、南長洞 |
| 北門洞         | 武陽洞、草山洞、釜院洞、竹田洞、蔓山洞、南積洞 |
| 渓林洞         | 冷林洞、洛上洞、中徳洞、花山洞、渓山洞 |
| 東門洞         | 仁鳳洞、伏龍洞、西城洞、西門洞、花開洞、外畓洞、軒新洞、屏城洞、道南洞                                                                                 |
| 東城洞         | 城下洞、城東洞、巨洞洞、仁坪洞、書谷洞 |
| 新興洞         | 新鳳洞、佳庄洞、梁村洞、智川洞、午台洞、興角洞 |
| 咸昌邑         | 校村里、旧郷里、金谷里、羅汗里、大鳥里、徳通里、新徳里、新興里、梧桐里、梧沙里、允直里、曽村里、尺洞里、台封里、下葛里                                 |
| 沙伐国面       | 徳可里、徳潭里、元興里、杜陵里、龍潭里、木可里、墨上里、墨下里、梅侠里、梅湖里、退江里、厳岩里、錦欣里、化達里、三徳里                                 |
| 洛東面         | 上村里、洛東里、長谷里、九潜里、物良里、分皇里、城東里、新上里、花山里、内谷里、云坪里、升谷里、飛龍里、龍浦里、水晶里、新梧里、柳谷里                 |
| 青里面         | 遠墻里、月老里、青下里、青上里、馬孔里、佳川里、下草里、水上里、徳山里、栗里、三槐里、鶴下里                                                           |
| 功城面         | 玉山里、金渓里、掌洞里、巨倉里、霊梧里、以花里、山玄里、平川里、茂谷里、龍安里、龍新里、草梧里、仁昌里、孝谷里、鳳山里、五広里、于下里、申谷里、道谷里 |
| 中東面         | 回上里、梧上里、竹岩里、肝上里、新岩里、金堂里、于勿里                                                                                                 |
| 外南面         | 旧書里、召上里、新村里、松支里、新上里、欣坪里、素隠里、芝沙里                                                                                         |
| 内西面         | 綾岩里、新村里、北長里、古谷里、西湾里、西院里、洛西里、平地里、芦柳里                                                                                 |
| 外西面         | 蓮峰里、官洞里、開谷里、伊川里、鳳岡里、栢田里、佳谷里、官峴里、愚山里、泥村里、大田里、礼儀里                                                         |
| 銀尺面         | 鳳中里、鳳上里、于基里、南谷里、文岩里、杜谷里、壮岩里、武陵里、黄嶺里、下屹里                                                                         |
| 化東面         | 以所里、仙橋里、板谷里、於山里、新村里、盤谷里、甫尾里、陽地里、平山里                                                                                 |
| 化西面         | 新鳳里、上県里、達川里、上龍里、錦山里、沙山里、栗林里、鳳村里、池山里、上谷里、下松里                                                                 |
| 化北面         | 龍遊里、壮岩里、上五里、立石里、中伐里、雲興里 |
| 化南面         | 東観里、坪温里、壬谷里、中訥里、所谷里 |
| 牟東面         | 徳谷里、梨洞里、龍湖里、琴川里、新川里、新興里、上板里、磻渓里、正陽里、寿峰里                                                                         |
| 牟西面         | 三浦里、道安里、召井里、大杓里、石山里、可幕里、芝山里、花峴里、得水里、白鶴里、井山里、好音里                                                         |
| 恭倹面         | 釜谷里、東幕里、屏岩里、五台里、楊亭里、華洞里、力谷里、栗谷里、曳舟里、支坪里、中所里                                                                 |
| 利安面         | 良凡里、文昌里、安龍里、亀尾里、大峴里、雅川里、芝山里、黒岩里、小岩里、与物里、佳庄里、利安里                                                         |

### 警察
- 尚州警察署

### 消防
- 尚州消防署

## 産業
農業が中心である。干し柿については全国の生産量の60%に相当する韓国最大の生産地となっている。韓牛の三大産地のひとつでもあり、干し柿を餌にして飼育している。かつては養蚕業で栄えており、咸昌邑校村里は韓国最大の絹の産地である。
市域に金脈が走り、植民地時代には金鉱が群立した。新羅時代の金産地の可能性がある。

## 観光
- 文蔵台
- 鄭起龍将軍遺跡
- 自転車博物館 - 自転車が比較的普及しているとされており、サイクリングロードも整備されている。
- 尚州博物館
- 韓国韓服振興院（2021年4月17日オープン）[11]

## 交通

### 鉄道
- 韓国鉄道公社（KORAIL）
  - 慶北線：玉山駅 - 青里駅 - 尚州駅 - 白元駅 - 咸昌駅

白元駅に停車列車はないが、その他の駅は毎日運行のムグンファ号が3往復すべて停車する。これらは釜山駅 - 栄州駅間を結び、尚州駅へは釜山駅より約3時間10分、東大邱駅より約1時間40分である。ソウル方面からの利便は悪い。

### バス
- 尚州総合バスターミナル　尚州駅より北西1.5kmに所在する。
  - 高速バスはソウル高速バスターミナル行きのみで、約1時間間隔で運行、所要時間2時間30分。
  - 市外バスは、東ソウル総合バスターミナルへは約30分間隔で運行。大邱へは大邱北部市外バスターミナルへの便が1時間に1～2本。その他安東・栄州・店村（聞慶市）・倭館（漆谷郡）・亀尾・忠州・釜山総合高速バスターミナルなどへの便がある。
- 市内バスではTマネーを導入している。

### 高速道路
- 中部内陸高速道路(45号線)
  - 洛東ジャンクション - 尚州インターチェンジ - 北尚州インターチェンジ - 店村咸昌インターチェンジ
- 唐津-尚州高速道路(30号線)
  - 化西インターチェンジ -　南尚州インターチェンジ - 洛東ジャンクション

## 教育
- 慶北大学校尚州キャンパス（旧・尚州大学校）

## スポーツ
国軍体育部隊（尚武）との縁故地（ホームタウン）協約により2011年からサッカーKリーグの尚州尚武FCが設立されて活動を行なっていたが、2020年6月22日に姜永錫市長が市民クラブへの転換を行わない意向を表明したため、2020年限りで縁故地協約の満了とともに尚州のクラブは消滅した。一方、尚武は同じ慶尚北道の金泉市と4年間（1年の延長オプション付き）の縁故地協約を締結して同地にクラブ運営法人を設立し、2021年から金泉尚武FCとして参戦している。